# Győrffy Antal
Győrffy Antal (Kisőc, Torontál megye vagy Gyergyóremete, 1831 – Rozsnyó, 1875. március 12.) színész, színigazgató.

## Életútja
1848—49-ben honvéd volt. 1850. március 15-én felcsapott színésznek. Kezdetben jellemszínészként működött, tíz évvel később pedig színigazgató lett. Több vidéki városban is sikerrel szerepelt társulatával. Az egyik első olyan igazgató volt, aki szerződésben rögzítette tagjai fizetését. Halálát vízkór okozta.
Felesége Perassino Erzsébet (Udine, 1841. dec. 3.–Újpest, 1907. aug. 14.), aki 1851-től hősnő, később anyaszínésznő volt. Végig segítette férjét. 1873-ban együttesüket feloszlatták és átszerződtek Hubay Gusztávhoz.

## Működési adatai
1869–70: Székelyudvarhely, Brassó; 1870–71: Gyergyószentmiklós, Marosvásárhely; 1871–72: Csíkszereda, Szerdaudvarhely, Nagyenyed; 1872: Gyulafehérvár, Hátszeg, Szászváros; 1873: Túrkeve, Mezőkeresztúr, Hajdúnánás, Újfehértó; 1873–74: Hubay Gusztáv; 1874: Bíró Sándor.